# Charles Fletcher Lummis
Charles Fletcher Lummis, né le 1er mars 1859 à Lynn dans le Massachusetts et mort le 24 novembre 1928 à Los Angeles en Californie, est un aventurier américain, journaliste, militant pour les droits des amérindiens. Il est également célèbre comme historien, ethnologue, photographe et écrivain.

## Parcours
Compagnon de promotion de Theodore Roosevelt à Harvard, il abandonne les études pour exercer le journalisme à Cincinnati. En 1884 il est embauché par le Los Angeles Times. Il parcourt à pied les 3 500 miles qui séparent Cincinnati de Los Angeles (12 000 habitants à cette époque) et tombe amoureux du sud-ouest des États-Unis et des amérindiens. Il partagera ses voyages avec le photographe Adam Clark Vroman. Ses carnets de voyage feront l'objet d'un livre : A Tramp Across the Continent.
Il vécut plusieurs années à Isleta où il rencontra son ami le Padre Anton Docher,. Il fut un infatigable défenseur des indiens. En 1892 il publie Some Strange Corners of Our Country.
Il part ensuite pour le Pérou avec son ami l'ethnologue Adolph Francis Alphonse Bandelier, où il devient aveugle. Sa cécité sera inexplicablement réversible.

## LeLummis Day Festival
Depuis 2006, on célèbre la mémoire de Lummis (l'un des premiers avocats du multiculturalisme) avec le festival qui porte son nom. Le festival a lieu chaque premier dimanche de juin et attire des curieux à El Alisal, son ancienne demeure et musée, pour des lectures de poésie, des expositions d'art, de la musique et de la danse.

## Œuvres
- A New Mexico David and Other Stories & Sketches of The Southwest, Scribner's, 1891
- Some strange corners of our country: the wonderland of the Southwest, 1892
- My Friend Will, 1894
- The Gold Fish of Gran Chimu: A Novel, Lamson, Wolffe, 1896
- The awakening of a nation: Mexico of to-day, 1902
- The Enchanted Burro: Stories of New Mexico & South America, pre-1912
- The King Of The Broncos and Other Stories of New Mexico, Scribner's, 1915
- The Spanish pioneers, 1920
- The Prose of It (poem on Geronimo), cop. 1926
- A Bronco Pegasus: Poems, Houghton Mifflin, 1928
- Flowers of Our Lost Romance, Houghton Mifflin, 1929
- New Mexican Folk Songs, UNM Press, 1952
- General Crook and the Apache Wars, 1966
- Bullying The Moqui, 1968
- Dateline Fort Bowie: Charles Fletcher Lummis Reports on an Apache War, 1979
- A Tramp Across the Continent, University of Nebraska Press, 1982  (ISBN 0803279086)
- Letters From The Southwest: September 20, 1884 to March 14, 1885, 1989
- Mesa, Cañon and Pueblo, University Press of the Pacific, 2004
- Pueblo Indian Folk-Stories, Forgotten Books, 2008  (ISBN 9780803279384)
- The Land of Poco Tiempo, BiblioBazaar, 2009  (ISBN 9781103731909)
- The Man Who Married the Moon and Other Pueblo Indian Folk Tales